# 3563 Canterbury
3563 Canterbury eller 1985 FE är en asteroid i huvudbältet som upptäcktes den 23 mars 1985 av det nyzeeländska astronomparet Pamela M. Kilmartin och Alan C. Gilmore vid Mount John University Observatory. Den är uppkallad efter nyzeeländska regionen Canterbury.
Asteroiden har en diameter på ungefär 16 kilometer och den tillhör asteroidgruppen Dora.